# David Baker (nhà hóa sinh)
David Baker (sinh ngày 6 tháng 10 năm 1962) là một nhà hóa sinh, nhà sinh học tính toán người Mỹ, người tiên phong các phương pháp thiết kế protein, dự đoán cấu trúc protein. Ông là giáo sư hóa sinh, giáo sư thỉnh giảng về khoa học bộ gen, kỹ thuật sinh học, kỹ thuật hóa học, khoa học máy tính, vật lý tại Đại học Washington và nghiên cứu viên tại Viện nghiên cứu y học Howard Hughes. Ông được trao Giải Nobel Hóa học năm 2024 về công trình nghiên cứu thiết kế protein tính toán cùng với Demis Hassabis và John Jumper.
Baker là viện sĩ Viện Hàn lâm Khoa học Quốc gia Hoa Kỳ và giám đốc Viện Thiết kế protein của Đại học Washington. Ông đồng sáng lập hơn một chục công ty công nghệ sinh học và được vinh danh trên Time 100 người có ảnh hưởng nhất trong lĩnh vực y tế năm 2024.

## Tiểu sử

### Xuất thân và giáo dục
Baker sinh ra trong một gia đình Do Thái tại Seattle, Washington vào ngày 6 tháng 10 năm 1962. Bố ông là nhà vật lý Marshall Baker, mẹ ông là nhà địa vật lý Marcia (tên khai sinh Bourgin) Baker. Ông tốt nghiệp Trường Trung học Garfield ở Seattle.
Baker tốt nghiệp chuyên ngành sinh học với bằng Cử nhân Nghệ thuật từ Đại học Harvard vào năm 1984. Sau đó, ông học tiến sĩ ở Đại học California tại Berkeley trong phòng thí nghiệm của Randy Schekman ở Đại học California tại Berkeley, tập trung nghiên cứu vận chuyển protein trong men. Ông nhận bằng Doctor of Philosophy vào năm 1989. Năm 1993, Ông hoàn thành đào tại sau tiến sĩ về lý sinh học dưới David Agard tại Đại học California tại San Francisco

### Sự nghiệp
Baker được tuyển làm giáo sư Khoa Hóa sinh Trường Y Đại học Washington vào năm 1993. Năm 2000, ông trở thành một nghiên cứu viên của Viện nghiên cứu y học Howard Hughes. Năm 2009, ông được bầu làm viện sĩ Viện Hàn lâm Khoa học và Nghệ thuật Hoa Kỳ.

### Đời tư
Baker kết hôn với Hannele Ruohola-Baker, một nhà hóa sinh khác ở Đại học Washington. Hai người có hai đứa con.

## Nghiên cứu
Baker chủ yếu được biết đến về việc phát triển các phương pháp sinh học tính toán để dự đoán và thiết kế cấu trúc, chức năng protein. Ông là tác giả của hơn 600 bài báo khoa học.
Tập thể của Baker phát triển thuật toán Rosetta để dự đoán cấu trúc protein ab initio. Thuật toán này được mở rộng thành Rosetta@home, một dự án điện toán phân tán để thiết kế protein, và trò chơi máy tính Foldit. Baker là giám đốc Rosetta Commons, một tổ chức quy tụ các phòng thí nghiệm, nhà nghiên cứu phát triển phần mềm dự đoán cấu trúc sinh học phân tử. Tập thể của Baker thường xuyên tham gia CASP, một cuộc thi đánh giá dự đoán cấu trúc protein. Nhóm của ông sử dụng trí tuệ nhân tạo để phát triển RoseTTAFold, một phiên bản mới của Rosetta.
Tập thể của Baker cũng tích cực hoạt động trong lĩnh vực thiết kế protein; nhóm của ông thiết kế Top7, protein nhân tạo đầu tiên với kiểu cuộn gập mới.
Viện Thiết kế protein của Baker nhận được khoản tài trợ 11 triệu đô la Mỹ từ Open Philanthropy vào năm 2017 và thêm một khoản tài trợ ba triệu đô la Mỹ vào năm 2021.
Baker đồng sáng lập một số công ty công nghệ sinh học, bao gồm Prospect Genomics (được một công ty con của Eli Lilly mua lại vào năm 2001) và Icosavax (được AstraZeneca mua lại vào năm 2023).

## Giải thưởng

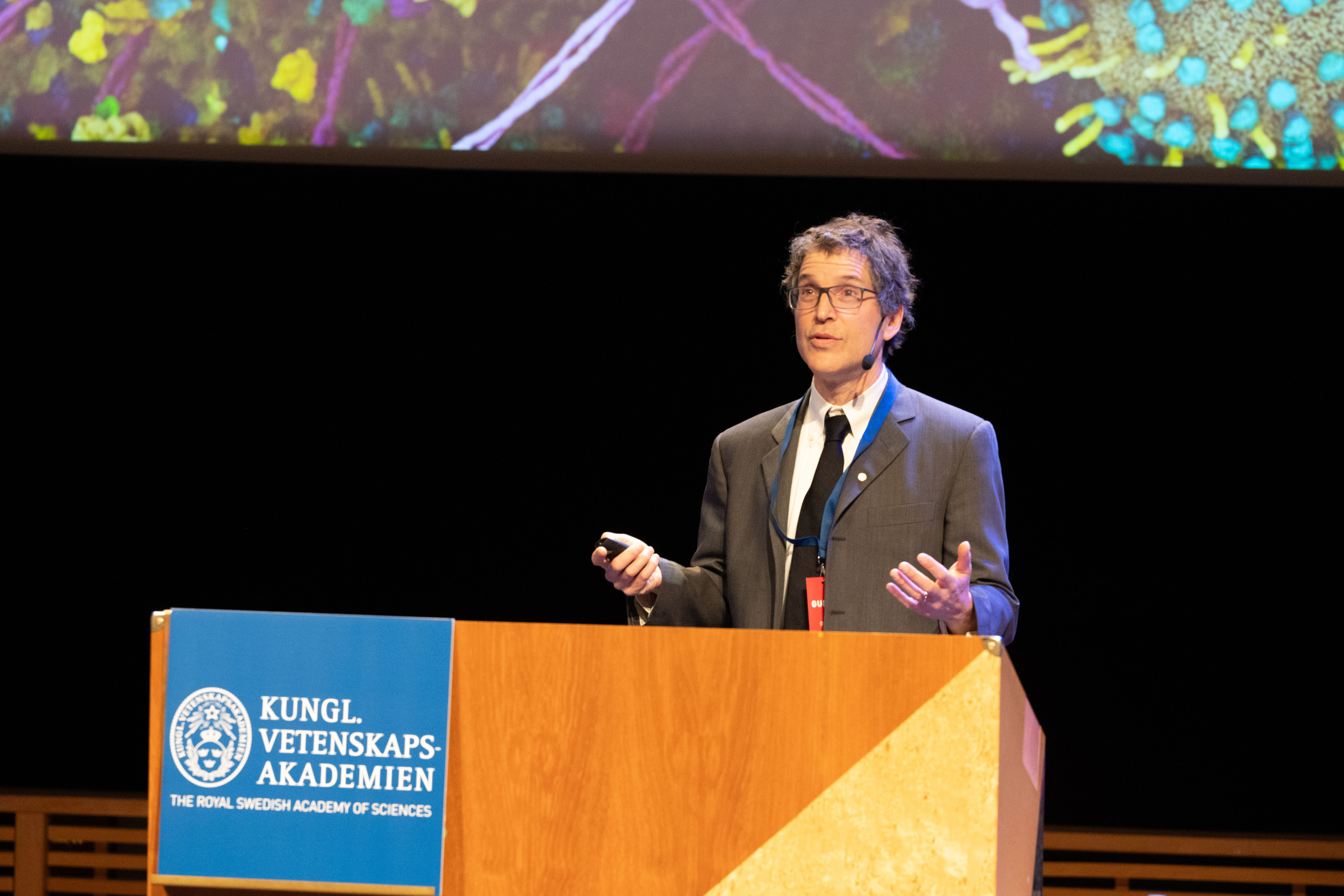
Baker phát biểu tại Tuần lễ Nobel 2024

Baker được trao Giải Overton (2002), Giải Quốc tế Sackler Lý sinh học (2008), Giải Wiley (2022) và Giải Tiền tuyến kiến thức của Quỹ BBVA (2022) về công trình nghiên cứu cuộn gập protein.
Baker được trao Giải Newcomb Cleveland và Giải Feynman Công nghệ nano vào năm 2004 và Giải Đột phá Khoa học sinh học vào năm 2021 về công trình nghiên cứu thiết kế protein.
Năm 2024, Baker được trao Giải Nobel Hóa học về công trình nghiên cứu thiết kế protein cùng với John M. Jumper và Demis Hassabis, hai người phát triển AlphaFold, một chương trình dự đoán cấu trúc protein.